# Juan de Hesse-Braubach
Juan de Hesse-Braubach (Darmstadt, 17 de junio de 1609-Ems, 1 de abril de 1651) fue un noble y general alemán. Fue landgrave de Hesse-Braubach entre 1626 y 1651. 

## Biografía
Era el segundo hijo de Luis V de Hesse-Darmstadt (landgrave de 1596 a 1626), y su esposa Magdalena de Brandeburgo. A la muerte de su padre, que aconteció el 27 de julio de 1626 en Darmstadt, dividió con su hermano Jorge II de Hesse-Darmstadt los dominios paternos dando vida a dos ramas distintas de la Brabante. Se convirtió así en landgrave de Hesse-Braubach, título que transmitiría a sus eventuales herederos. 
Se casó con veinteañera Juana (1632-1701), hija del conde Ernesto de Sayn-Wittgenstein-Sayn. El matrimonio se celebró en Friedewald el 30 de septiembre de 1647. Pero no tuvieron hijos. 
A su muerte, que aconteció en Ems el 1 de abril de 1651, se extinguió la rama Braubach de Hesse y volvió al landgraviato de Hesse-Darmstadt.